# Ґлен Пауелл
Ґлен Томас Пауелл-молодший (21 жовтня 1988 року) — американський актор. Він розпочав свою кар'єру з гостьових ролей на телебаченні та невеликих ролей у таких фільмах, як «Темний лицар : Воскресіння» (2012) і «Нестримні 3 » (2014), а потім зробив прорив у ролі Чеда Редвелла в комедійному серіалі «Королеви крику» від Fox (2015–2015). 2016). З тих пір він знявся в ролі Фіннеґана в комедії про повноліття Everybody Wants Some!! (2016), астронавта Джона Ґленна у драмі Hidden Figures (2016), Чарлі Янґа у Set It Up (2018) і лейтенанта «Шибеника» Сересіна у Top Gun: Maverick (2022).

## Життя та кар'єра
Пауелл народився в Остіні, штат Техас . Він закінчив середню школу Вествуд на північному заході Остіна, яка є частиною незалежного шкільного округу Раунд-Рок. Він почав працювати з Антоніо Бандерасом і Сильвестром Сталлоне у фільмі Spy Kids 3-D: Game Over. У 2007 році, перед першим курсом коледжу, Пауелл отримав роль у фільмі «Великі дебати», режисером якого виступив Дензел Вашингтон.
Після переїзду до Лос-Анджелеса він знявся в телесеріалах Scream Queens, Into the West, Jack &amp; Bobby, CSI: Miami, NCIS, Without a Trace, Rizzoli & Isles і The Lying Game, а також у художніх фільмах The Expendables 3, Ride Along 2, Sex Ed, Stuck in Love, The Dark Knight Rises, Hidden Figures, і Top Gun: Maverick.
Він зіграв Фіннеґана у фільмі Everybody Wants Some! !, сиквелі фільму Річарда Лінклейтера Dazed & Confused, який був знятий в Остіні та випущений Paramount 30 березня 2016 року. Він знявся разом із Зої Дойч у романтичній комедії на Netflix Set It Up.
Станом на 2022 рік Пауелл зустрічається з моделлю Джіджі Періс.

## Фільмографія

### Фільми
| Рік  | Назва                                                | Роль                        | Примітки |
| ---- | ---------------------------------------------------- | --------------------------- | --- |
| 2003 | Spy Kids 3-D: гра закінчена                          | Хлопчик з довгими пальцями  | |
| 2005 | Історія Венделла Бейкера                             | Паперовий хлопчик Тревіс    | |
| 2006 | Нація швидкого харчування                            | Стів                        | |
| 2007 | Великі дебати                                        | Престон Вітінгтон           | |
| 2009 | Стрибки з мостів                                     | Ерік Тернер                 | |
| 2009 | Найгарячіший штат                                    | Джон Ягерман                | |
| 2012 | Щелепа                                               | Ейден                       | |
| 2012 | Темний Лицар повертається                            | Трейдер №1                  | |
| 2012 | Застряг у коханні                                    | Гарний хлопець з Братства   | |
| 2013 | Найкращі друзі назавжди                              | Нік                         | |
| 2013 | Червоне Крило                                        | Френсіс Райлі               | |
| 2014 | Нестримні 3                                          | Шип                         | |
| 2014 | Секс ред                                             | JT                          | |
| 2015 | Вітроході                                            | Сонні Чайлд                 | |
| 2016 | Неправомірна поведінка                               | Даг Філдс                   | |
| 2016 | Покататися 2                                         | Троя                        | |
| 2016 | Усі хочуть трохи! !                                  | Фіннеган                    | |
| 2016 | Приховані фігури                                     | Джон Ґленн                  | Нагорода за ансамбль міжнародного кінофестивалю в Палм-Спрінгс Премія Гільдії кіноакторів за найкращу роль у фільмі |
| 2017 | Піщаний замок                                        | Сержант Ділан Чуцький       | |
| 2018 | Погані хлопці                                        | Віт                         | |
| 2018 | Товариство літературної та картопляної шкірки Гернсі | Марк Рейнольдс              | |
| 2018 | Організувати це                                      | Чарлі Янґ                   | |
| 2022 | Аполлон 10 1⁄2: Дитинство космічної ери              | Bostick                     | |
| 2022 | Топ Ґан: Меверік                                     | Лейтенант «Шибеник» Сересін | |
| 2023 | Будь-хто, крім тебе                                  | Бен                         | |
| 2023 | Найманий убивця                                      | Ґері Джонсон                | |
| 2024 | Смерчі                                               | Тайлер Овенс                | |
| 2025 | Людина, що біжить                                    | Бен Річардс                 | |

### Телебачення
| Рік            | Назва                                  | Роль             | Примітки                                                    |
| -------------- | -------------------------------------- | ---------------- | ----------------------------------------------------------- |
| 2003 рік       | Витривалість                           | Сам / Конкурсант | Епізод: "Випуск"                                            |
| 2004 рік       | Джек і Боббі                           | Багатий Вовк     | Епізод: "Пілот"                                             |
| 2005 рік       | На Захід                               | Джексон Вілер    | Епізод: «Пекло на колесах»                                  |
| 2008 рік       | Без сліду                              | Бретт Фарнсворт  | Епізод: "Правда/Неправда"                                   |
| 2009 рік       | CSI: Маямі                             | Логан Кроуфорд   | Епізод: "Головна справа"                                    |
| 2011 рік       | Ріццолі та острови                     | Грем Рендалл     | Епізод: "Пам'ятай мене"                                     |
| 2012 рік       | Гра в брехню                           | Гевін Тернер     | Епізод: «Для молодого кохання немає країни»                 |
| 2012 рік       | NCIS                                   | Еван Весткотт    | 2 епізоди                                                   |
| 2015–2016 роки | Королеви крику                         | Чед Редвелл      | Головна роль (1 сезон); повторюваний (2 сезон); 16 епізодів |
| 2017 рік       | Король Джулієн                         | Трент            | Голос; 3 епізоди                                            |
| 2020–2021 роки | Світ Юрського періоду: Крейдовий табір | Дейв             | Голос; 2 сезони                                             |

## Зовнішні посилання
- Ґлен Пауелл на сайті IMDb (англ.)
- Ґлен Пауелл у соцмережі «Твіттер»